# ウィンダム (ガンダムシリーズ)
ウィンダム (WINDAM) は、「ガンダムシリーズ」のうちのコズミック・イラ (C.E.) 年代を描いた「ガンダムSEEDシリーズ」に登場する架空の兵器。初出作品は、テレビアニメの第2作として2004年 - 2005年に放送された『機動戦士ガンダムSEED DESTINY』。「ガンダムシリーズ」の主要兵器である人型ロボットの一種モビルスーツ (MS) の1機種で、作中勢力のひとつである地球連合軍の主力量産機。従来主力機であるダガーLの後継機であり、背部などに共通規格の装備換装機能をもつ。劇中では現役稼働しているダガーLとの混成部隊も組まれる。また、連合軍特殊部隊「ファントムペイン」の「ネオ・ロアノーク」大佐として働いていたムウ・ラ・フラガも、紫色に塗装された専用カスタム機に搭乗する。

## 設定・デザイン
メカニックデザインを担当した大河原邦男は雑誌のインタビュー記事において、よりスリムにするよう監督の福田己津央からオーダーされたと語っている。大河原はウィンダムをダガーLよりも手足が長いのっぽタイプ、大きなスラスターが付属して機動力のある形と説明している。

## 設定解説
ダガーLに次ぐ地球連合軍の汎用主力機。開発はユニウス条約締結前後より開始され、ブレイク・ザ・ワールド事件直後の時点で配備が開始された。
開発において参考とされたのはダガーシリーズであるが、本機では設計の全面的な見直しがなされている。ユニウス条約の締結を受けて基本性能と汎用性の向上に重点を置いた設計がなされており、肩部、脚部には大型のバーニアスラスターを備え、その機動性はダガーLを凌駕する。背部にはダガー系と同規格のストライカーパック用プラグを持ち、装備換装によってさまざまな運用状況にも柔軟に対応できる。
地球連合製MSの一つの「到達点」であるとされ、カタログスペック上ではストライクと同等の性能を持つとされる。ストライクの完全量産化は地球軍にとって悲願であり、本機はパイロットの腕次第ではザフトのザクとも互角に渡り合えるといわれる。

### 機体構造
頭部
V字アンテナを有する。『DESTINY』第9話では、出撃する際にバイザー奥のツインアイが発光する描写が見られた。
コクピット
ハッチは二重構造を採用。コクピットは第2期GAT-Xシリーズに採用されたものをベースにしており、操作性は良好。
脚部
踵が分割された構造を採用。悪路での走破性が向上している。

### 武装
M2M5 トーデスシュレッケン12.5mm自動近接防御火器
頭部、胸部にそれぞれ2門設置された固定機銃。「トーデスシュレッケン」とはドイツ語で「死の恐怖」の意味。
従来機に採用されていた75mm対空自動バルカン砲塔システム「イーゲルシュテルン」の6分の1の口径だが、小口径化に伴うスペースの余裕から装弾数が増加している。至近距離なら、ジンを蜂の巣にする威力がある。
ES04B ビームサーベル
両腰に装備される接近戦用武装。両腰のアーマーは内蔵のスティレットと共にダガーLと共通の装備である。
Mk315 スティレット投擲噴進対装甲貫入弾
両腰アーマーに収納される投擲用の短剣型爆弾。いわゆるコンバットナイフとしても使用できるほか、投擲後はロケット推進で標的に突進して装甲を貫徹し、内部で爆発してダメージを与える。ダガーLとの共通の装備であり、NダガーNやブルデュエルにも同様の装備が採用されている。
M9409L ビームライフル
中距離射撃用のビームライフル。ダガー系のライフルよりも大型で、貫通力が向上している。
A52 攻盾タイプE（Mk438/B 2連装多目的ミサイル「ヴュルガーSA10」）
裏面に2発のミサイルを備えた対ビームコーティングシールド。消耗品であることから、タイプEとして種別されている。先端には打突武器としての二又のブレードを備える。

### ネオ・ロアノーク専用機
制式採用される以前の先行生産機を、第81独立機動群ファントムペイン隊長ネオ・ロアノーク大佐が自身の専用機としたもの。同じくネオ専用機であるエグザスに準じた赤紫のパーソナルカラーが特徴。それ以外の仕様は一般機とほとんど同様であるが、エンジンのリミッターを解除した専用ジェットストライカーを装備し、一般機を凌駕する機動性を発揮する。

## 劇中での活躍
一般機は第9話で初登場し、核攻撃部隊として核ミサイル搭載マルチランチャーパックを装備して出撃するが、ニュートロンスタンピーダーによって艦隊もろとも消滅する。
第16話では、ネオ率いる30機がインパルスやセイバー、ミネルバと交戦した結果、すべて殲滅される。
ネオ機は一定の活躍シーンがあり、ベルリンの戦いではステラ・ルーシェのデストロイを守るため、キラ・ヤマトのフリーダムと交戦し、スティレットでフリーダムのシールドを破壊した直後に自機の両腕とジェットストライカーを破壊され、墜落して炎上する。墜落時の衝撃でネオは機外へ放り出されて失神したものの一命は取り止め、アークエンジェルに収容された。
そのほか、一般機同士の戦闘ではザクウォーリアやグフイグナイテッドを撃墜するシーンがある。
第38話や第40話では、反ロゴス同盟軍に参加するシーンもあり、ロゴス側と反ロゴス側の両陣営に本機が存在した。HDリマスター版第50話では、メサイアに表示される戦闘中継映像に登場した。
公式外伝である『機動戦士ガンダムSEED DESTINY ASTRAY』では、わずかであるが本編未登場のエールストライカー装着機が登場する。また、『機動戦士ガンダムSEED ASTRAY 天空の皇女』では、地球連合軍所属のジェットストライカー装着機が登場する。
『DESTINY』の終了から1年後のC.E.75年を描く劇場アニメ『機動戦士ガンダムSEED FREEDOM』では、アフリカ共和国オルドリン自治区へ侵攻するブルーコスモス残党の機体として登場する。